# Monastère de la Panaghia Hodegetria

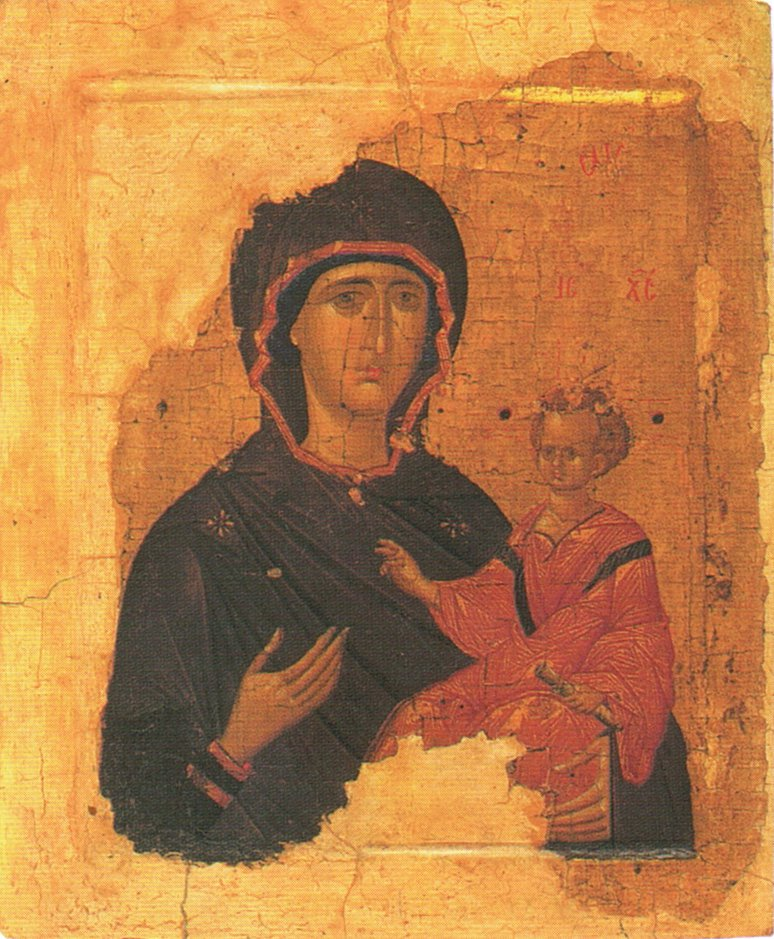
La Vierge Hodegetria d’après une icône du XV.

Le monastère de la Panaghia Hodēgētria (en grec : Ὁδηγήτρια, litt. « Celle qui montre la Voie »), connu aussi sous le nom de monastère des Hodèges (en grec Μονὴ τῶν Ὁδηγῶν) à Constantinople fut fondé selon la tradition par sainte Pulchérie (399-453), fille de l’empereur Arcadius (377-408). Le monastère était l’une des trois fondations dédiées à la Vierge vénérée sous ce nom avec l’église des Blachernes et celle de Chalkoprateia .
Le monastère était situé au-delà du quartier Chalkoprateia (en grec : Χαλκοπρατεῖα, litt : « marché du cuivre ») , près de la mer au sud-est de la ville et servait de contrepartie à celui des Blachernes, situé au nord-ouest de la ville (voir carte).  Tous deux servaient de point de départ et de point d’arrivée à des processions comme celle, hebdomadaire, qui partait des murailles de Théodose pour se terminer au quartier Chalkoprateia.
Selon la tradition, le monastère aurait abrité l’icône de la Hodégétria, image de la Vierge qui aurait été peinte par saint Luc et, selon un récit de Xanthopoulos, aurait été rapportée d’Antioche. Entre 1403 et 1406, Ruy Gonzales de Clavijo l’a décrite comme une peinture carrée couverte de joyaux, tels qu'émeraudes, saphirs, topazes et perles. Le nom de Panaghia Hodēgētria donné à l’icône fait référence à la légende selon laquelle se trouvait dans l’enceinte du monastère une source miraculeuse ayant le pouvoir de guérir les aveugles et tous ceux qui souffraient des yeux. La Vierge serait apparue à deux aveugles et les aurait guidés vers la source où elle leur fit recouvrer la vue. Les « hodèges » étaient les moines qui guidaient les aveugles vers la source. Tous les mardis, cette icône miraculeuse était portée en procession dans les rues de la ville où se massait la foule de ceux qui espéraient une guérison miraculeuse. Le sanctuaire fut restauré sous l’empereur Michel III (r. 842-967), mais il n’en reste aujourd’hui que quelques ruines près du parc Gülhane, si tel est bien l’emplacement de l’ancien monastère .

## Emplacement

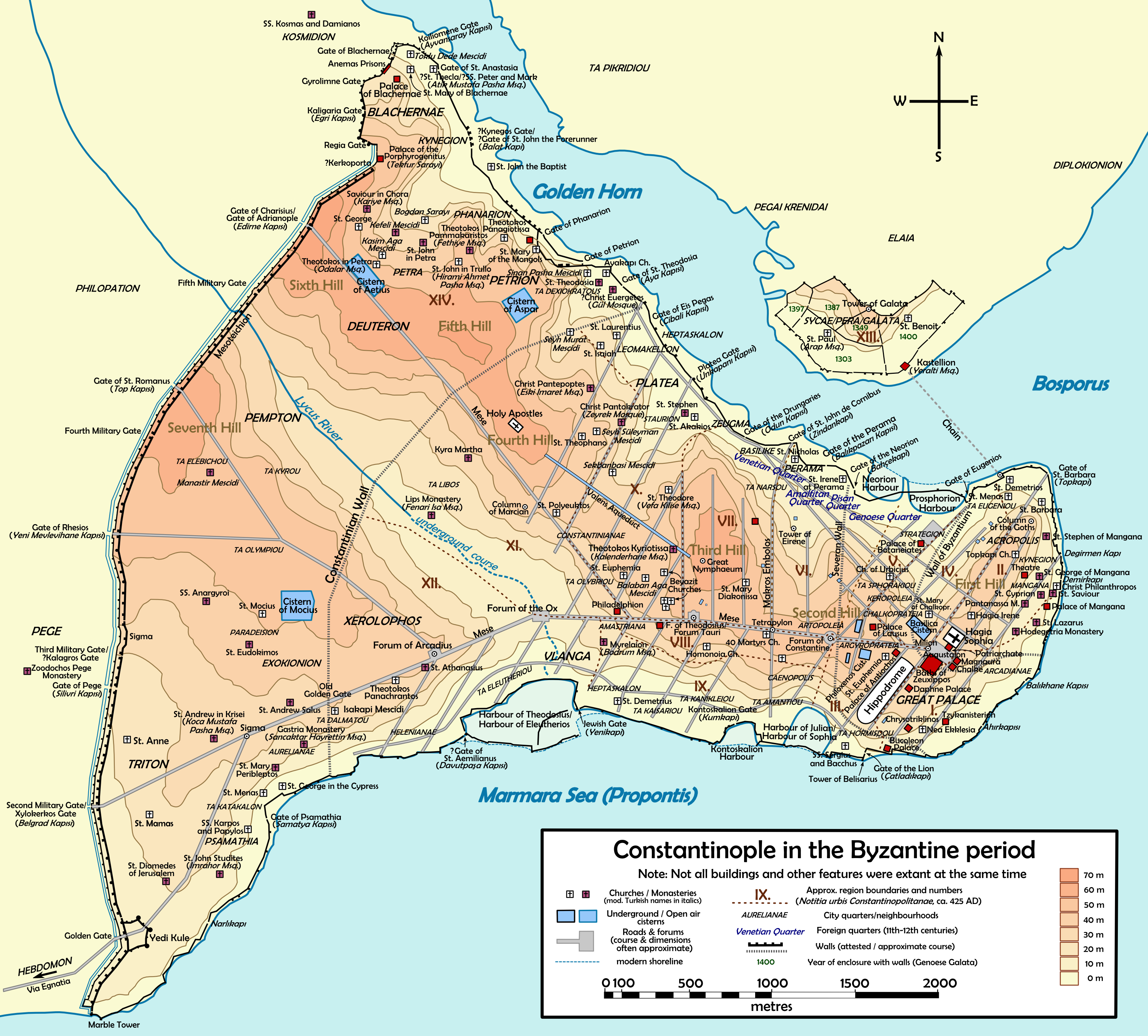
Carte de Constantinople sous l’Empire byzantin.

On ignore l’endroit exact où se trouvait le monastère à Constantinople. Une description dans le Logos diēgēmatikos de même qu’une mention de Nicétas Choniates  portent à croire que le monastère était situé « près de la mer » (celle de Marmara ou du Bosphore). D’après certaines sources écrites, en particulier la description qu’en fait un pèlerin contemporain, le monastère devait se trouver à l’est ou au sud-est de Hagia Sophia.
Des fouilles au parc Gülhane ont permis de mettre au jour une rotonde ainsi que les restes de ce qui aurait été une fontaine (Localisation approximative: 41° 0′ 33″ N, 28° 59′ 6″ O); ces ruines  auraient pu appartenir à un monastère. Notons toutefois qu’elles se trouvent au nord-est de Hagia Sophia, alors que les sources écrites indiquent plutôt une position au sud-est.

## Histoire
Le nom « Hodēgoi » apparaît pour la première fois de façon certaine dans les textes au Xe siècle : selon les Patria de Constantinople, l'empereur Michel III (entre 856 et 865) fit rebâtir une chapelle qui s'élevait, depuis longtemps, à l'emplacement d'une source miraculeuse, qui guérissait les aveugles ; les « Ὁδηγοί » (c'est-à-dire en grec les « Guides ») étaient les personnes qui conduisaient les aveugles vers la source. Au printemps 866, le césar Bardas fit une visite solennelle au nouveau sanctuaire avant de partir en campagne contre les Arabes de Crète, et un présage (la chute de sa cape) annonça sa fin prochaine.
Il exista plus tardivement une autre tradition sur l'origine du vocable : la fondation de l'église serait attribuable à l'impératrice Pulchérie par Nicolas Mésaritès et par Nicéphore Calliste Xanthopoulos, qui rapporte qu'elle était destinée à abriter une icône de la Vierge peinte par saint Luc envoyée d'Antioche par sa belle-sœur Eudocie ; un texte consacré au sanctuaire, copié dans les années 1430, affirme que l'impératrice aurait elle-même désigné cette icône comme Guide (« Ὁδηγὸν τῶν καλῶν ἁπάντων »). L'icône qui était conservée dans le sanctuaire est traditionnellement identifiée comme une « Hodêgêtria », un type iconographique attesté sur les sceaux impériaux à partir de 695.
Selon la Lettre des trois patriarches orientaux à l'empereur Théophile, le patriarche Jean le Grammairien aurait été un temps lecteur de l'église des Hodēgoi sous le règne de Léon V, donc avant la reconstruction sous Michel III. Nicon de la Montagne Noire indique que l'empereur Jean Tzimiscès fixa les Hodèges comme résidence aux patriarches d'Antioche pendant leur séjour dans la capitale, et c'est à ce statut que doit renvoyer le terme de « μονή », utilisé pour désigner l'établissement à partir du Xe siècle (Génésios). En 1097, un décret d'Alexis Comnène mentionne un higoumène des Hodèges nommé Ioannikios. Le patriarche d'Antioche Jean l'Oxite s'y réfugie après sa fuite de son siège en 1100, et il a des démêlés avec les moines de l'établissement, qu'il qualifie de « repaire de brigands » et dont il finit par s'échapper de nuit. Pendant le concile tenu aux Blachernes en mai 1157, le patriarche d'Antioche élu, Sotérichos Panteugénos, dont les opinions douteuses étaient examinées, refusait de bouger de sa résidence des Hodèges, et exigeait que le concile, s'il devait y en avoir un, s'y tînt. Après son élection comme patriarche d'Antioche en exil en 1185/90, le canoniste Théodore Balsamon résida aussi aux Hodèges.
On sait d'après les textes que les Hodèges se situaient au voisinage du Grand Palais, à l'est de Sainte-Sophie, sur le chemin qui conduisait à Saint-Georges-des-Manganes, non loin du rivage. Selon le Discours narratif, l'église était adossée à une pente, en hauteur près de la muraille maritime qui servait en partie de clôture au domaine, à proximité d'un phare qui doit être celui qui se trouvait au nord-est du Grand Palais. Les archéologues Robert Demangel et Ernest Mamboury ont annoncé avoir identifié le site en 1923, entre la muraille maritime et l'hôpital de Gulhané. D'après le Discours, l'établissement avait annexé à une certaine époque une partie de l'ancien Domaine de Marina (Τὰ Μαρίνης) dont on sait qu'il s'étendait à l'est du Grand Palais

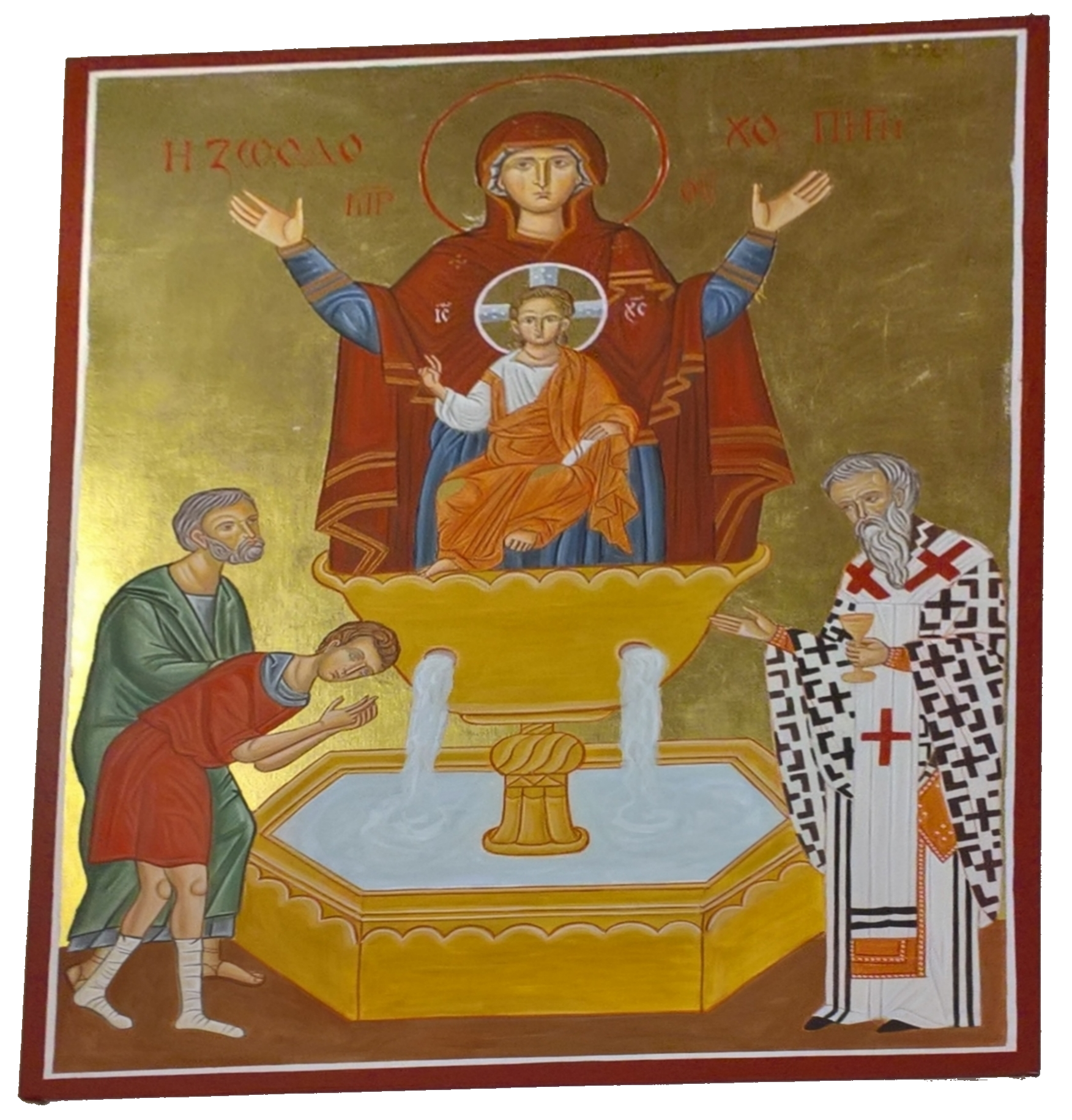
Un hodège guide un aveugle vers la source miraculeuse, icône de l’église gréco-byzantine du Saint-Sauveur, Cosenza, Italie.

À l'origine de la fondation se trouvait donc semble-t-il une fontaine miraculeuse supposée guérir les aveugles ; indépendamment du ἂγιον λοῦμα, une épigramme de Théodore Balsamon atteste aussi l'existence près de l'église d'un établissement de bains publics (δημοσιακὸν λουτρὸν τῶν Ὂδηγῶν), restauré au XIIe siècle. Ces installations étaient gérées par une « diaconie », une confrérie pieuse qui se réunissait une ou deux fois par semaine.
Mais la vénération particulière dont l'établissement était entouré était surtout due au nombre et à la sainteté des reliques qui étaient déposées dans l'église. Selon Nicéphore Calliste Xanthopoulos et le Discours narratif, on y conservait le fuseau de la Vierge, quelques gouttes de sang et une partie des langes du Christ. On ne sait si ces textes parlent des réalités de leur époque, ou si ces reliques furent emportées par les croisés après 1204 comme beaucoup d'autres.
La relique la plus importante était l'icône de la Vierge supposée avoir été peinte par saint Luc lui-même. Selon les témoignages, c'était une icône de grande dimension très lourde, sur pierre selon les pèlerins russes, sur bois selon Xanthopoulos, portée en procession une fois par semaine. C'était semble-t-il une icône du type de l'Hodēgētria, d'origine égypto-palestinienne, dont les exemples les plus anciens attestés datent du VIe siècle. Il y avait un groupe spécial de « serviteurs de l'icône » rémunérés, mentionnés au XIIe siècle dans le typikon du monastère du Pantocrator, où l'Hodēgētria était transportée solennellement chaque année pour la commémoration des fondateurs. Selon le Pseudo-Codinos, elle était aussi transférée au Palais le jeudi de la cinquième semaine du Carême et vénérée jusqu'à Pâques dans la chapelle de la Vierge Nikopoios. Il y avait une grande procession jusqu'aux Blachernes le dimanche des Rameaux. C'était l'une des quatre icônes miraculeuses de la Vierge conservées à Constantinople (avec celle des Blachernes, celle des Chalkoprateia, et une Vierge « Chymeutè » déposée on ne sait où).
Tous les mardis, une ἀγρυπνία (vigile) et une λιτή (procession) étaient célébrées aux Hodèges, instituées selon Xanthopoulos par Pulchérie qui suivait l'icône les pieds nus, la tête couverte, entourée de femmes tenant des flambeaux. Le même jour se tenait dans l'entrée nord de l'église une foire (πανήγυρις). Aux pèlerins qui venaient assister à l'agrypnie ou se prosterner devant l'icône étaient distribuées de l'huile sainte et de l'eau bénite.
Le monastère des Hodèges abrita aux XIVe  et XVe siècles un scriptorium produisant des manuscrits de luxe, souvent enluminés, sur la commande de membres de la famille impériale, contenant principalement des textes liturgiques, et aisément identifiables par leur style d'écriture, le « style des Hodèges ». L'existence de cet atelier a été établie notamment par Línos Polítis, Hans Belting et Hugo Buchthal. Le moine copiste le plus renommé de ce centre s'appelait Joasaph (longtemps identifié avec l'empereur Jean VI Cantacuzène, qui prit ce nom en devenant moine, erreur corrigée par Línos Polítis). Ce Joasaph des Hodèges, connu notamment par cinq épigrammes de Jean Chortasménos qui lui sont adressées (une iambique, les autres en hexamètres), fut higoumène de l'établissement et mourut le 1er novembre 1406.
L'église des Hodèges fut le lieu de sépulture des empereurs Andronic II (1328), Andronic III (1341) et Jean V (1391).